# 界隈
界隈（かいわい）とは、その辺り一帯を意味する語である。近所や近辺、付近などとも言う。地名などと組み合わせて「○○界隈」という形で使われることが多い。

## 歴史
明治期の辞書によれば界隈という語はもともと近辺を意味する俗語であったとされる。
インターネット登場後はインターネット上のコミュニティ全体を指して「インターネット界隈」「ネット界隈」という形で使われるようになった。ソーシャル・ネットワーキング・サービス (SNS) でも同様に、 「ポイ活界隈 」 、「Twitter界隈」、「Instagram界隈」といった形で使われる。また、「○○のファン」「○○が好きな人」といった意味で「ジャニーズ界隈」、「歌い手界隈」のような形でも使われることもある。
2024年には『界隈』がユーキャン新語・流行語大賞のノミネート語に選ばれた。

## 近年の用法
近年では、転じてそれぞれのコミュニティを指す意味でも使われている。2024年には小学館の大辞泉で、地理的でない意味の語釈を追加しており、三省堂の三省堂国語辞典も、同年の今年の新語発表以前に既に意味を載せていた。
界隈は界隈意識によって界隈内（自界隈）と界隈外（他界隈）の区別が大きくなっているとも言われている。
ファッション関連の研究機関「SHIBUYA109 lab.」によれば、Z世代の消費行動において、画一的なマス消費が減退して界隈での消費行動（界隈消費）が増えているとされ、界隈同士の伝播によらないとマスに繋がらない時代になっているとされる。
また若者向け衣料品店の WEGO でも界隈別にマーケティングや商品の展開を行い成功しているとされる。

### 自撮り界隈
自撮り界隈とはSNSにおいて自撮り写真を投稿する界隈である。SNSでの自撮り写真の投稿は2010年頃より流行し、その界隈が後に自撮り界隈と呼ばれるようになったとされる。自撮り界隈はトー横界隈の基になったとも言われている。

### 美容界隈
美容界隈は美容を好む界隈のことを意味する。

### 和室界隈
和室界隈はダンス動画などの流行する動画SNS「TikTok」において和室で撮影する人々を指して言われるようになった若者間の俗語である。2023年1月頃に「片親パン」という造語などと共に話題となった。

### 天国界隈
天国界隈は前述の動画SNS「TikTok」においてお年を召した人々を指して言われるようになった若者間の俗語である。

### 回転界隈
回転界隈はSNSの動画において音楽に合わせて回転しながらコーデを見せる人々を指す。

### 片目界隈
片目界隈はSNSの写真において片目のみ写った自撮り写真を投稿する人々を指す。

### 水色界隈・天使界隈
水色界隈は女性アイドルグループ「ゆるめるモ!」に所属していた「あの」に影響を受けて登場した青や水色と白を基調とするスタイルであるとされ、天使界隈は水色界隈から派生した天使イメージのスタイルであるとされる。
テレビでは2022年12月20日の昼の情報番組『ひるおび!』(TBS)で取り上げられた。また2023年にはティーン向けWebファッション誌『Popteen』が天使界隈を特集し、2024年6月には少女漫画誌『ちゃお』が付録として天使界隈系のアイテムを付属した。

### 自然界隈
自然界隈は自然を好む界隈のことを意味し、2023年〜2024年頃に流行となった。自然界隈という言葉は界隈意識無く気軽に使う人も多いともされる。自然界隈が流行した背景にはそのハードルの低さとアウトドアミックスコーデの流行があると言われている。
テレビでは2023年9月24日の学園バラエティ番組『超無敵クラス』（日本テレビ系列）の「人に自慢したいフォトジェスポットランキング」において自然界隈という言葉が流行してると紹介されていた。同年12月にはSHIBUYA109 lab.が自然界隈を2024年のトレンドになると予想し、実際2024年には自然界隈という言葉が浸透していったとされる。
2024年5月23日の朝の情報番組『ZIP!』でも自然界隈が取り上げられたが、当番組によれば自然界隈は自然映えしたオシャレな写真を撮ることを楽しんでいるとされる。

### 風呂キャンセル界隈
風呂キャンセル界隈は2024年5月にSNSで話題となった風呂に入ることを嫌う界隈を意味する言葉である。また派生語としてうつ病によるものに限ったうつ病風呂キャンセル界隈という言葉も登場した。なおLIXILの2022年のインターネット調査によればお風呂を面倒と感じる人は6割を超えるとされる。
テレビでは同月7日の夕方の情報番組『news every.』（日本テレビ）で風呂キャンセル界隈が取り上げられた。

### 伊能忠敬界隈
伊能忠敬界隈は長距離を歩く人々を指して言われるようになった若者間の俗語である。
SNSの X（元Twitter）では2024年7月28日にトレンドに上り、テレビでも同2024年9月4日の『めざましテレビ』などに取り上げられた。

## 関連作品

### バラエティ番組
- 『界隈×界隈　そっちナニ流行ってる？』 フジテレビ 2024年12月28日放送[44][45]

### ドラマ
- 『あの界隈を恋愛ドラマにしたら…不覚にもキュンときた』 中京テレビ 2022年夏〜秋 [46]
- 『ハイティーン・ダイアリー』 ABEMA 2024年2月28日 - 「SNS界隈をざわつかせる美女」が登場する[47]。